# Road to Europe
Road to Europe is de twintigste aflevering uit seizoen drie van de Amerikaanse animatieserie Family Guy. Deze aflevering werd aldaar voor het eerst uitgezonden op 7 februari 2002.

## Verhaal

### Stewie en Brian
Stewie Griffin zit thuis naar zijn favoriete televisieprogramma te kijken, Jolly Farm Revue van de Britse omroep BBC. Omdat hij thuis niet genoeg liefde krijgt van zijn ouders (Peter Griffin en Lois Pewterschmidt), en van de overige familieleden (Megan Griffin, Chris Griffin en Brian Griffin), besluit hij om in de bergen te wonen waar Jolly Farm Revue wordt opgenomen, zonder te weten dat het in een studio is. Hij weet alleen dat het wordt opgenomen in Londen en dat het in de bergen in Engeland is.
Door dat zijn ouders naar een optreden gaan van KISS heeft hij de tijd om naar de studio's te gaan. Hij schrijft dit op een briefje dat later wordt gelezen door Brian. Brian besluit snel achter hem aan te gaan, echter komen ze door een verkeerde vlucht uit in Egypte. Daar vanuit reizen ze door Vaticaanstad, Zwitserland, Duitsland en Nederland.
Vervolgens komen ze aan bij de BBC-studio's. Daar neemt Stewie afscheid van Brian om voorgoed een nieuw leven te beginnen. Maar hij komt er al snel achter dat de presentatrice van Jolly Farm Revue niet zo aardig is als op televisie, en dat het berglandschap niet oneindig is. Daarop besluit Stewie weer terug te keren naar huis.

### Lois en Peter
Lois en Peter gaan vijf dagen naar een concert van de band KISS. Daardoor weten ze niet wat er aan de hand is met Stewie en Brian. Na een paar dagen krijgen Peter en Lois ruzie omdat Lois een stukje moet zingen van KISS maar dit verkeerd doet.
Tijdens de terugreis wordt de ruzie bijgelegd nadat Lois haar oude liefde tegenkomt. Omdat deze persoon toevallig in de band zit, wordt erbij gesproken. Hierdoor komen Lois en Peter ook nog in het televisieprogramma KISS Forum waar fans kunnen praten over hun band.